# Ulica Elizy Orzeszkowej w Krakowie
Ulica Elizy Orzeszkowej – ulica w Krakowie, w dzielnicy I Stare Miasto, na Kazimierzu.
Łączy ulicę Józefa Dietla z ulicą Paulińską. Jest jednojezdniowa.

## Historia
Ulica w obecnym kształcie została wytyczona w latach dziewięćdziesiątych XIX wieku. W 1912 roku Rada Miasta Krakowa nadała ulicy nazwę Elizy Orzeszkowej, polskiej pisarki epoki pozytywizmu.

## Zabudowa
Po zachodniej stronie ulicy:
- ul. Elizy Orzeszkowej 3 – kamienica. Projektował Wawrzyniec Karlseler, 1910.
- ul. Elizy Orzeszkowej 5 – kamienica, 1912.

- ul. Elizy Orzeszkowej 7 – kamienica, XX wiek.

- ul. Elizy Orzeszkowej 9 (ul. Paulińska 10) – kamienica. Projektował Ignacy Tislowitz, 1911–1912.

Po wschodniej stronie ulicy:
- ul. Elizy Orzeszkowej 4 – kamienica. Projektował Łazarz Rock, 1912.
- ul. Elizy Orzeszkowej 6 – kamienica, 1911.
- ul. Elizy Orzeszkowej 8 – kamienica. Projektował Ludwik Gutman, 1911.
- ul. Elizy Orzeszkowej 10 (ul. Paulińska 12) – kamienica. Projektował Ferdynand Liebling i Jozue Oberleder, 1911.

Opracowano na podstawie źródła: Gminnej ewidencji zabytków – Kraków.

## Galeria

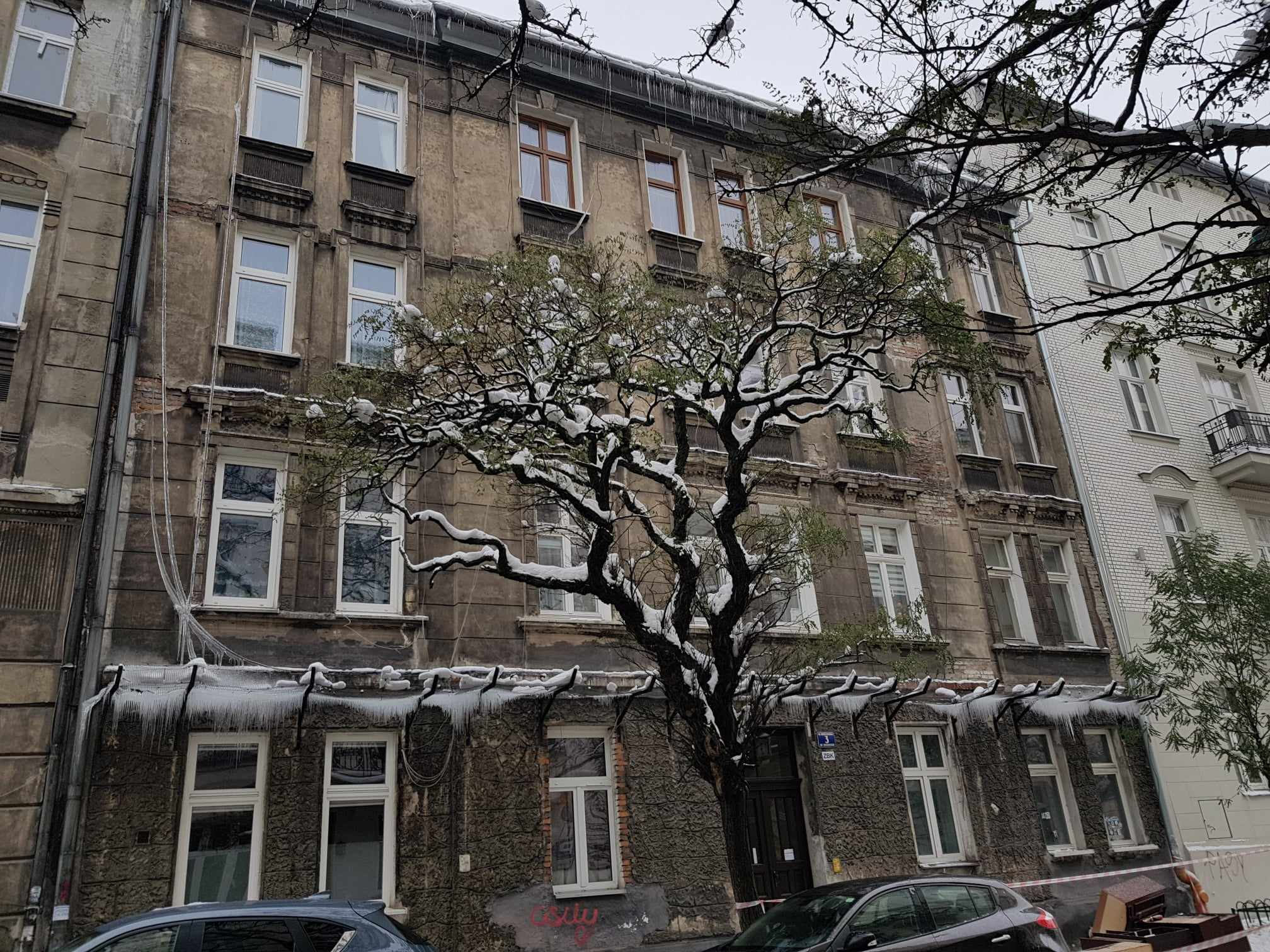
ul. Elizy Orzeszkowej 3 Kamienica (proj. Wawrzyniec Karlseler, 1910)
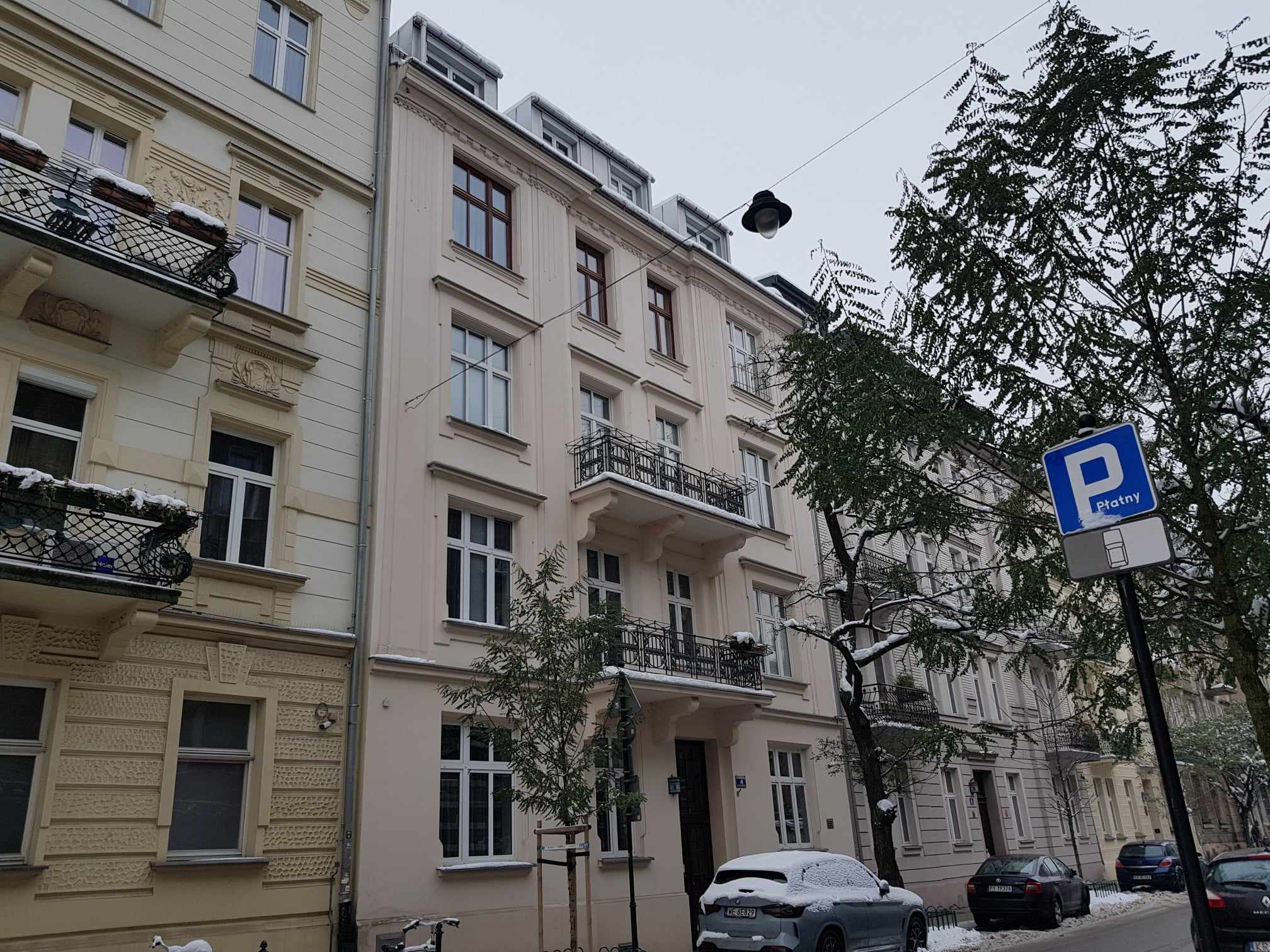
ul. Elizy Orzeszkowej 4 Kamienica (proj. Łazarz Rock, 1912)
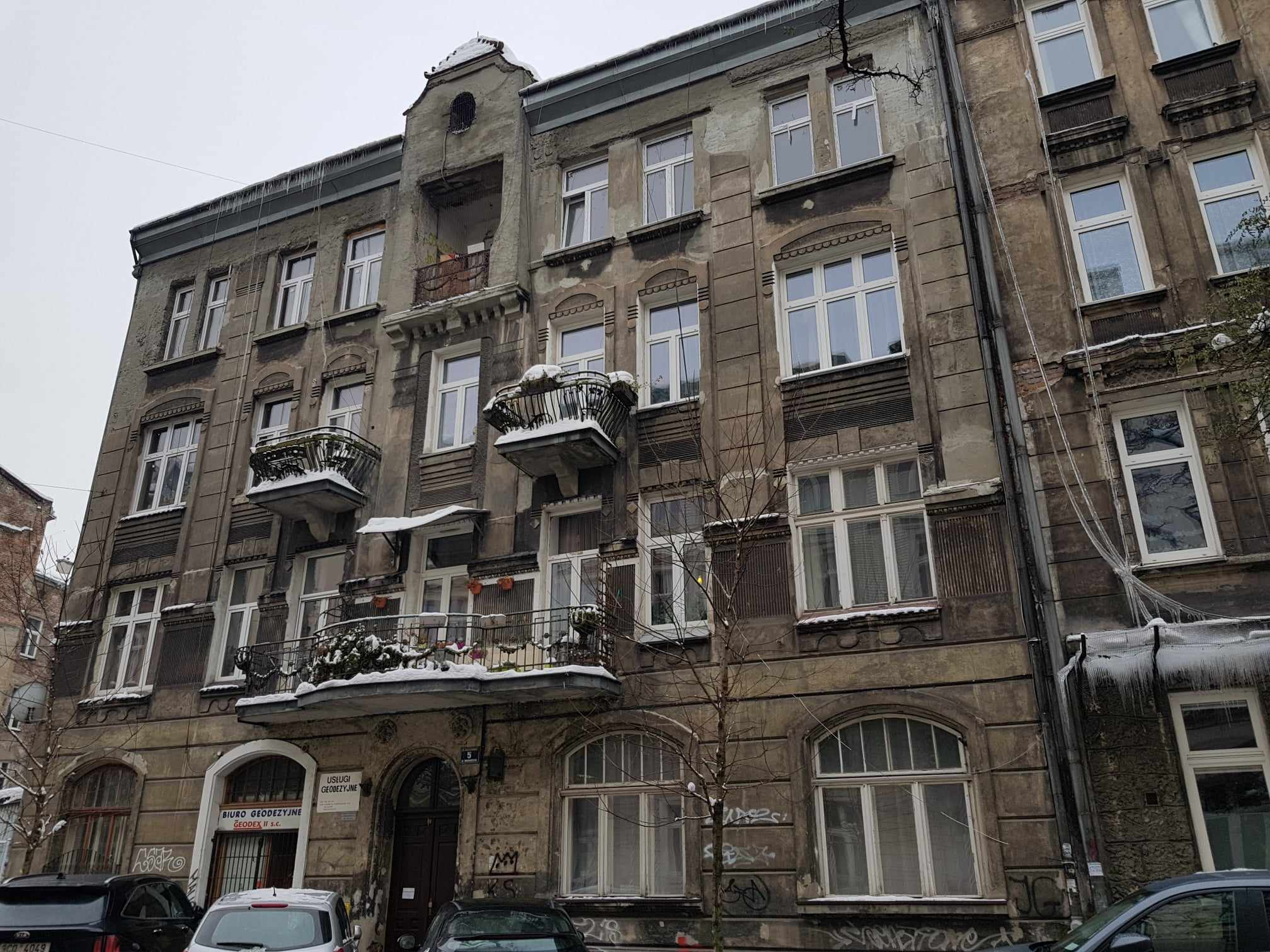
ul. Elizy Orzeszkowej 5 Kamienica (ok. 1912)
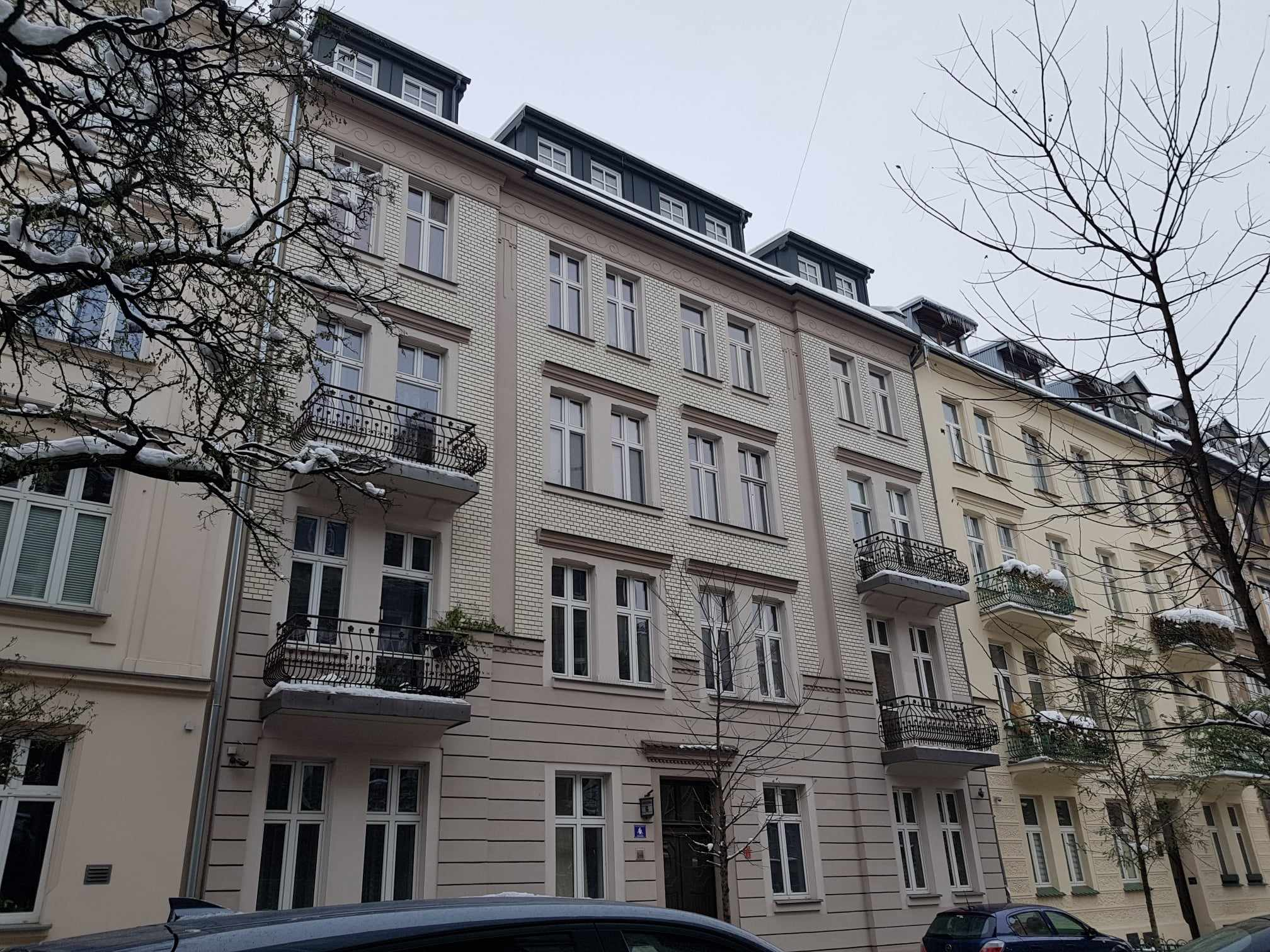
ul. Elizy Orzeszkowej 6 Kamienica (1911)
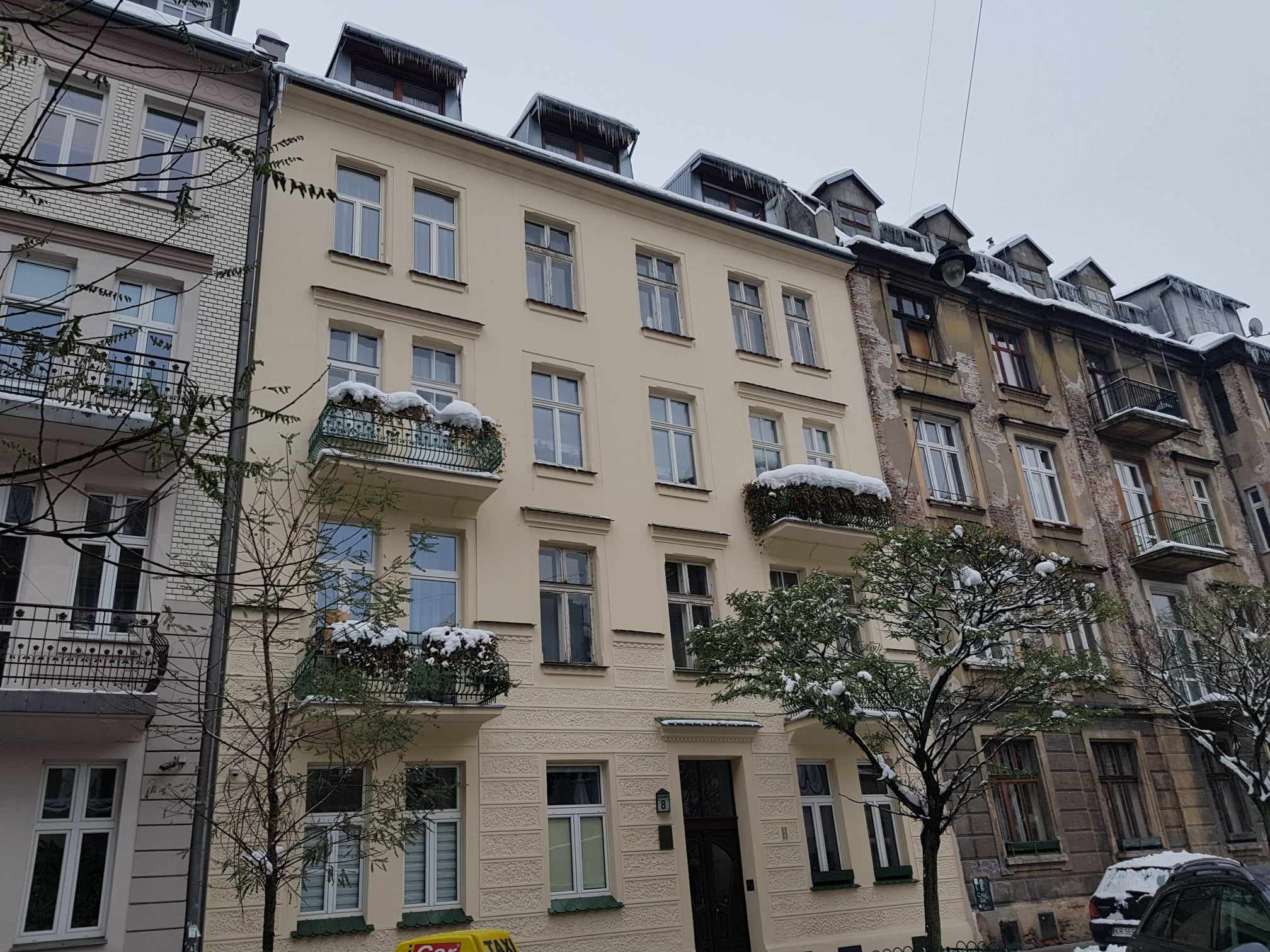
ul. Elizy Orzeszkowej 8 Kamienica (proj. Ludwik Gutmana, 1911)
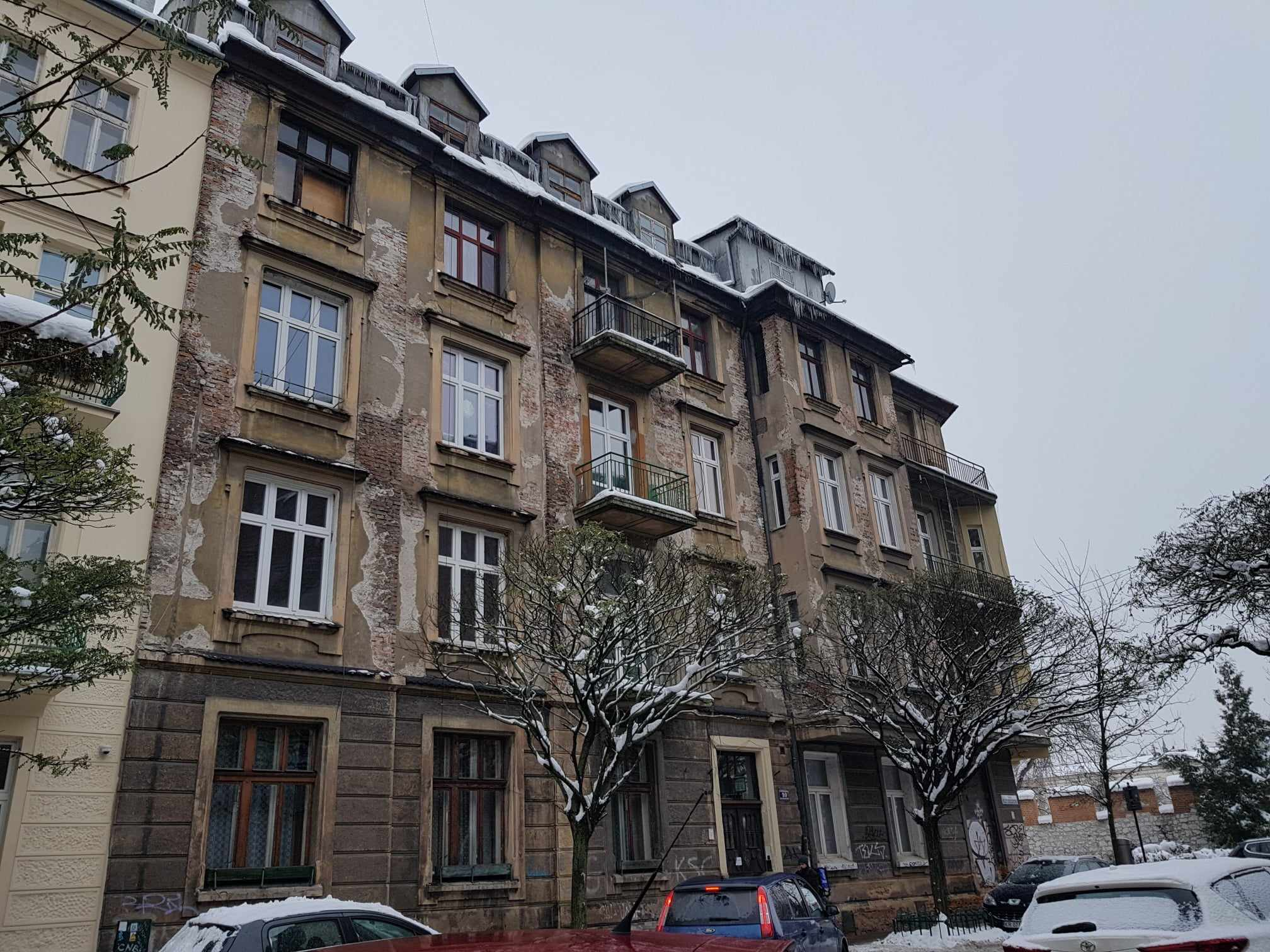
ul. Elizy Orzeszkowej 10 Kamienica (proj. Ferdynand Liebling, Jozue Oberleder, 1911)
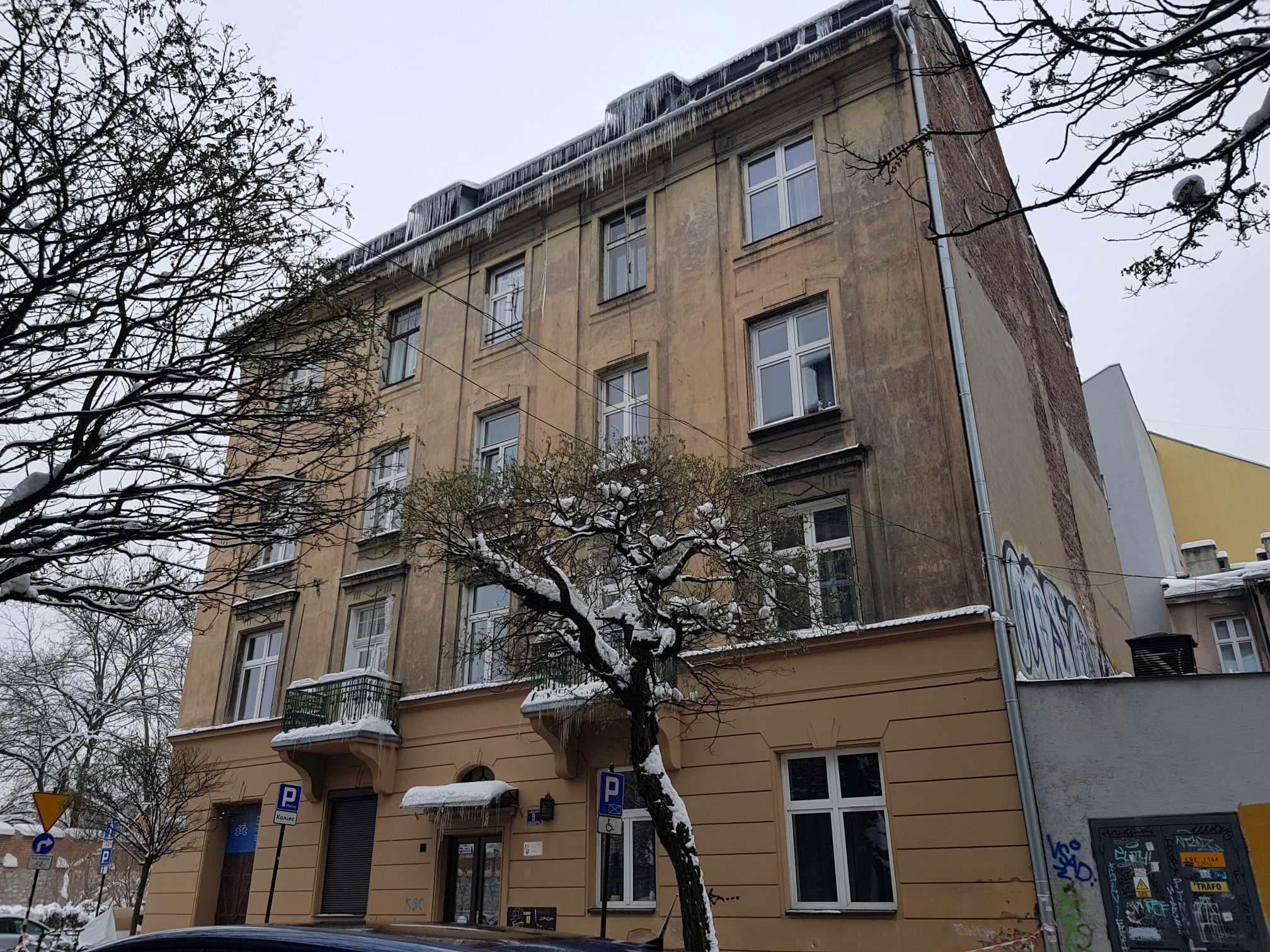
ul. Elizy Orzeszkowej 9 Kamienica (proj. Ignacy Tislowitz, 1911–1912)